# Стариківська сільська рада (Чоповицький район)
Стариківська сільська рада — колишня адміністративно-територіальна одиниця та орган місцевого самоврядування у Чоповицькому і Малинського районів Коростенської і Волинської округ, Київської та Житомирської областей Української РСР з адміністративним центром у селі Старики.

## Населені пункти
Сільській раді на час ліквідації були підпорядковані населені пункти:
- с. Старики.

## Історія та адміністративний устрій
Створена 1923 року в с. Старики Стремигородської волості Радомисльського повіту Київської губернії. 16 січня 1923 року сільську раду ліквідовано, територію та населені пункти приєднано до складу Шернівської сільської ради Стремигородської волості. Відновлена 21 жовтня 1925 року в с. Старики Шершнівської сільської ради Малинського району Коростенської округи. 23 лютого 1927 року передана до складу відновленого Чоповицького району Коростенської округи, 5 лютого 1931 року, внаслідок ліквідації Чоповицького району — до складу Малинського району. 17 лютого 1935 року, відповідно до постанови Президії ВУЦВК «Про склад нових адміністративних районів Київської області», сільську раду включено до складу відновленого Чоповицького району Київської області.
Станом на 1 вересня 1946 року сільська рада входила до складу Чоповицького району Житомирської області, на обліку в раді перебувало с. Старики.
Ліквідована 11 серпня 1954 року, відповідно до указу Президії Верховної ради Української РСР «Про укрупнення сільських рад по Житомирській області», територію ради та с. Старики приєднано до складу Шершнівської сільської ради Чоповицького району Житомирської області.